# Yaesu
Yaesu — японская компания-производитель потребительской электроники, специализирующаяся на выпуске и продаже профессионального и любительского радиооборудования.
Компания была основана как Yaesu Musen Co., Ltd. (八重洲無線株式会社 Yaesu Musen Kabushiki-gaisha) в 1959 году японским радиоэнтузиастом Сако Хасегавой с позывным JA1MP в одном из токийских районов под названием Yaesu. Изначальной целью были разработка и производство профессиональных и любительских трансиверов для японского рынка, но в 1964 году были заключены торговые соглашения с Австралией и Германией.
В Европе оборудование продавалось под брендами Yaesu и Sommerkamp. В 1963 году швейцарская фирма Sommerkamp импортировала оборудование Yaesu и продавала его, используя собственный бренд.
В США линейка продукции Yaesu была изначально импортирована в 1965 году корпорацией Spectronics, расположенной в Сигнал-Хилл (Калифорния). В 1970-х годах Yaesu стала заметной компанией на американском рынке любительских радиостанций после анонса и улучшения очень популярной модели FT-101. В дополнение к этому, трансиверы поставлялись в OEM-варианте в Henry Radio (Лос-Анджелес). Компания Spectronics была основана Уильямом Тёрнером, отцом Роберта Тёрнера, основавшего корпорацию EMG.
Сако Хасегава (JA1MP) умер в 1990 году и Юн Хасегава занял его место в роли управляющего директора.
Yaesu Musen приобрела бренд радиооборудования STANDARD от Marantz Japan в 1998 году и изменила имя компании на Vertex Standard Co., Ltd. (株式会社バーテックススタンダード Kabushiki-gaisha Bātekkusu Sutandādo) в 2000 году. В 2007 году Motorola объявила о намерении купить 80% от Vertex Standard и сформировать совместное предприятие c Tokogiken (частной японской компанией, подконтрольной Юну Хасегаве), которая получила бы оставшиеся 20%. Эта сделка была завершена в январе 2008 года. Совместное предприятие было распущено 1 января 2012 года. Подразделение наземной мобильной связи Vertex Standard работает в качестве дочерней компании с штаб-квартирой в Токио. Бизнес компаний The Amateur Radio, Airband и Marine Radio был передан новому предприятию Yaesu Musen.